# NGC 1726
NGC 1726 é uma galáxia lenticular (S0) localizada na direcção da constelação de Eridanus. Possui uma declinação de -07° 45' 18" e uma ascensão recta de 4 horas, 59 minutos e 41,9 segundos.
A galáxia NGC 1726 foi descoberta em 8 de Janeiro de 1831 por John Herschel.